# Kodiak
Kodiak je veliki otok na južnoj obali Aljaske. Kodiak je sa svojom površinom od 8.975 km2 drugi otok po veličini u SAD-u (80. u svijetu), te najveći otok istoimenog arhipelaga. Kodiak je od Aljaske odvojen tjesnacem Šelikova. 
Najveće naselje na otoku je grad Kodiak. 
Otok su naseljavali pripadnici naroda Alutiiq gotovo preko 7000 godina. Na njihovom jeziku "kadiak" znači otok. Otok je prvi istražio ruski trgovac krznom Stefan Glotov 1763. koji ga je nazvao Kad'yak (rus. Кадьяк). Petnaest godina kasnije britanski morepolovac James Cook u svojim zapisima 1778. unosi zapis "Kodiak". Prvo naselje osnovali su ruski trgovci krznom 1784. pod vodstvom pomorca i trgovca Grigorija Ivanoviča Šelikova u zaljevu Tri sveca, da bi ga kasnije 1792. premjestili u područje današnjeg grada Kodiaka (tada zvan "Pavlovskaja").

## Vanjske poveznice
|  | Zajednički poslužitelj ima još gradiva o temi Kodiak |